# Медаре
Медаре је насеље у Србији у општини Сјеница у Златиборском округу. Према попису из 2022. било је 330 становника (према попису из 1991. било је 367 становника).

## Демографија
У насељу Медаре живи 241 пунолетни становник, а просечна старост становништва износи 28,7 година (29,8 код мушкараца и 27,6 код жена). У насељу има 79 домаћинстава, а просечан број чланова по домаћинству је 4,86.
Ово насеље је великим делом насељено Бошњацима (према попису из 2002. године), а у последња три пописа, примећен је пораст у броју становника.
|  |

| Демографија | Демографија | Демографија |
| Година      | Становника  | Становника  |
| ----------- | ----------- | ----------- |
| 1948.       | 278         |             |
| 1953.       | 323         |             |
| 1961.       | 370         |             |
| 1971.       | 260         |             |
| 1981.       | 338         |             |
| 1991.       | 367         | 350         |
| 2002.       | 384         | 461         |

| Етнички састав према попису из 2002.‍ | Етнички састав према попису из 2002.‍ | Етнички састав према попису из 2002.‍ | Етнички састав према попису из 2002.‍ | Етнички састав према попису из 2002.‍ |
| ------------------------------------ | ------------------------------------ | ------------------------------------ | ------------------------------------ | ------------------------------------ |
|                                      |                                      |                                      |                                      |                                      |
| Бошњаци                              | Бошњаци                              |                                      | 374                                  | 97,39%                               |
| Муслимани                            | Муслимани                            |                                      | 8                                    | 2,08%                                |
| непознато                            | непознато                            |                                      | 2                                    | 0,52%                                |

| Година пописа     | 1948. | 1953. | 1961. | 1971. | 1981. | 1991. | 2002. |
| ----------------- | ----- | ----- | ----- | ----- | ----- | ----- | ----- |
| Број домаћинстава | 46    | 51    | 62    | 41    | 53    | 73    | 79    |

| Број чланова      | 1 | 2 | 3 | 4  | 5  | 6  | 7 | 8 | 9 | 10 и више | Просек |
| ----------------- | - | - | - | -- | -- | -- | - | - | - | --------- | ------ |
| Број домаћинстава | 5 | 2 | 6 | 20 | 21 | 13 | 4 | 6 | 2 | 0         | 4,86   |

| Пол    | Укупно | Неожењен/Неудата | Ожењен/Удата | Удовац/Удовица | Разведен/Разведена | Непознато |
| ------ | ------ | ---------------- | ------------ | -------------- | ------------------ | --------- |
| Мушки  | 130    | 47               | 82           | 1              | 0                  | 0         |
| Женски | 135    | 44               | 84           | 6              | 1                  | 0         |
| УКУПНО | 265    | 91               | 166          | 7              | 1                  | 0         |

| Пол    | Укупно                    | Пољопривреда, лов и шумарство | Рибарство                            | Вађење руде и камена | Прерађивачка индустрија       |
| ------ | ------------------------- | ----------------------------- | ------------------------------------ | -------------------- | ----------------------------- |
| Мушки  | 57                        | 32                            | 0                                    | 1                    | 9                             |
| Женски | 48                        | 27                            | 0                                    | 0                    | 20                            |
| УКУПНО | 105                       | 59                            | 0                                    | 1                    | 29                            |
| Пол    | Производња и снабдевање   | Грађевинарство                | Трговина                             | Хотели и ресторани   | Саобраћај, складиштење и везе |
| Мушки  | 0                         | 3                             | 0                                    | 1                    | 6                             |
| Женски | 0                         | 0                             | 0                                    | 0                    | 0                             |
| УКУПНО | 0                         | 3                             | 0                                    | 1                    | 6                             |
| Пол    | Финансијско посредовање   | Некретнине                    | Државна управа и одбрана             | Образовање           | Здравствени и социјални рад   |
| Мушки  | 0                         | 0                             | 2                                    | 1                    | 0                             |
| Женски | 0                         | 0                             | 0                                    | 1                    | 0                             |
| УКУПНО | 0                         | 0                             | 2                                    | 2                    | 0                             |
| Пол    | Остале услужне активности | Приватна домаћинства          | Екстериторијалне организације и тела | Непознато            | Непознато                     |
| Мушки  | 0                         | 0                             | 0                                    | 2                    | 2                             |
| Женски | 0                         | 0                             | 0                                    | 0                    | 0                             |
| УКУПНО | 0                         | 0                             | 0                                    | 2                    | 2                             |